# Была у слона мечта
«Была у слона мечта» — советский мультипликационный фильм 1973 года снятый на Киевнаучфильм, режиссёром Борисом Храневичем.

## Сюжет
Мечта у Слона была яркая и чистая, как белый снег на горной вершине…

Мечта у Слона была стройная и красивая, как белый пароход в синем море…

Мечта у Слона была лёгкая и нежная, как белые облака в высоком небе…
С детства он очень хотел стать белым. Быть серым — это так грустно!

Однажды Слон, встретив художника, рисовавшего картину, увидел у него банку белой краски и выпросил её для своей мечты. Обрадованный подарку, Слон пригласил обитателей джунглей посмотреть, каким он станет красивым.

Но каждый из зверей захотел тоже стать белым и красивым. И добродушный, отзывчивый Слон покрасил медведя, девяносто девять лебедей, зайца и мышку. Только бегемот из озера отказался стать белым, считая этот цвет непрактичным.

Лишь успев покрасить только свои бивни, Слон обнаружил, что краска в банке закончилась. К счастью, покрашенные белые звери стали лучшими друзьями Слона и не дали ему грустить.

## Съёмочная группа
- Автор сценария — Михаил Герасимович Ильенко
- Режиссёр — Борис Алексеевич Храневич
- Художник-постановщик — Иван Фёдорович Будз
- Композитор — Иван Фёдорович Карабиц
- Звукооператор — Леонид Аврамович Мороз
- Оператор — Анатолий Михайлович Гаврилов
- Художники-мультипликаторы: Александр Иванович Лавров, Наталья Семёновна Марченкова, Евгений Яковлевич Сивоконь, Адольф Мелентьевич Педан, Александр Владимирович Викен
- Ассистенты: В. Рябкина, А. Савчук, Ю. Сребницкая
- Роли озвучили: Людмила Сергеевна Игнатенко, Валентин Самойлович Дуклер, Лина Васильевна Будник, Борис Иванович Лобода, Людмила Николаевна Козуб
- Редактор — Светлана Яковлевна Куценко
- Директор картины — Иван Мазепа

## Награды
- Диплом за 1-е место на IV Республиканском кинофестивале детских и юношеских фильмов, г. Сумы, 1974 год[2].